# ابناء دولت عباسی
ابناء دولت عباسی گروهی از نخبگان سیاسی و نظامی بودند که پایه قدرت دولت عباسی در سده دوم هجری از بدو تأسیس تا زمان خلافت امین محسوب می شدند.
هسته ای از فرماندهان که نقش محوری در شکل گیری به دعوت عباسی و جنبش سیاه جامگان داشتند، نقش محوری در دولت تازه تأسیس عباسی برعهده گرفتند و عهده دار سمت های فرمانداری ولایات و سرداری سپاه شدند. مهمترین افراد این گروه عبارت بودند از خازم بن خزیمه تمیمی، مالک بن هیثم خزاعی، محمد بن اشعث خزاعی، معاذ بن مسلم ذهلی، عثمان به نهیک عکی، مسیب بن زهیر زابی و اقوام قحطبة بن شبیب طائی. این افراد هم در سرزمین های عربی اجدادی شان و هم در سکونت های خراسان بزرگ که در اواخر عهد اموی در آن سکنی گزیدند، حمایت لازم برای عباسیان را فراهم می کردند. آنها توسط خلیفه در شرایط بحرانی فراخوانده می شدند و موفقیت آنان در دفاع از عباسیان اثبات شده بود. منصور به پاس خدمات آنها در پیدایش و حفظ خلافت عباسی، به آنان لقب «ابنا» (فرزندان) را که مخفف «ابناء الدولة» بود، اعطا کرد. فرزندان آنها نیز همین نقش را ایفا کردند و این لقب را به ارث بردند. اینان گروهی منسجم از جهت نظامی و اجتماعی بودند، که به مدت نیم قرن بخشی از لشکر بزرگتر «خراسانی» خلافت عباسی را تشکیل می دادند. آنها پس از تأسیس بغداد در این شهر ساکن شدند و زمین های اقطاع را در عراق به دست آوردند. 
ابنا در جنگ بین امین و مأمون از امین حمایت کردند، در نتیجه موقعیت سیاسی و نظامی آنان در پی شکست وی تضعیف شد و مأمون به جای آنان بر سه گروه شامل ایرانیان به سرگردگی طاهریان، بردگان ترک و قبایل بومی عرب اتکا کرد و از آنها برای برقراری توازن قدرت و بازسازی نیروی نظامی خلافت بهره جست.